# Hei- en Boeicop
Hei- en Boeicop est un village qui fait partie de la commune de Vijfheerenlanden dans la province néerlandaise de Hollande-Méridionale. Le 1er janvier 2004, le village comptait 980 habitants.
Le nom du village est une contraction des noms des polders Heicop et Boeicop, entre lesquels le village a été établi.
Hei- en Boeicop a été une commune indépendante jusqu'au 1er janvier 1986. Elle a fusionné avec Ameide, Leerbroek, Lexmond, Meerkerk, Nieuwland et Tienhoven pour former la nouvelle commune de Zederik.